# Finn Nørgaard Foreningen af 14. februar 2015
Finn Nørgaard Foreningen af 14. februar 2015 er en dansk velgørenhedsforening, som er oprettet af pårørende og familiemedlemmer til den afdøde filminstruktør Finn Nørgaard. Foreningen uddeler hvert år en pris samt midler til projekter og initiativer, der støtter udsatte børn og unge. Den har desuden et selverklæret formål om at fremme medmenneskelig forståelse og dialog.

## Baggrund
Finn Nørgaard Foreningen blev oprettet i 2015 kort efter Finn Nørgaards død. Den 55-årige filminstruktør var det ene af to ofre ved terrorangrebene i København 2015, da han blev skudt uden for Krudttønden af gerningsmanden Omar El-Hussein i forbindelse med et debatmøde om ytringsfrihed.
Foreningen blev oprettet på initiativ af Finn Nørgaards venner og familie med den hensigt at videreføre den terrordræbte filmmands livsværk og kamp for udsatte børn og unge.
Foreningens mission er "at støtte projekter, der fremmer medmenneskelig forståelse og dialog med henblik på at imødegå konflikter som den der kostede Finn Nørgaard livet. Foreningen har et særligt fokus på udsatte børn og unge og mennesker med sociale udfordringer."
I spidsen for foreningen står Finn Nørgaards nære venner journalist Ole Mølgaard og erhvervsmanden Steffen Lüders.
Ole Mølgaard har sagt følgende om initiativet: "Finn voksede selv op i et råt miljø, hvor mange i hans omgangskreds led hårde skæbner og endte som kriminelle. Han brugte meget af sit liv på at finde ud af, hvorfor nogle mennesker ikke får en plads i fællesskabet. Derfor samler vi penge ind til udsatte børn og unge."
Foreningen modtog hurtigt donationer efter oprettelsen og det samlede beløb oversteg flere hundrede tusinde kroner.

## Priser
På årsdagen efter terrorangrebet og Finn Nørgaards død uddelte foreningen sin første velgørenhedspris samt 50.000 kroner til organisationen Street Society, som organiserer gadesport for unge i udsatte boligområder.
I 2017 gik prisen og beløbet på 50.000 kroner til initiativet Fritidsakademiet, som forsøger at få unge på kanten af samfundet væk fra gaden og ind i fællesskabet ved at gøre dem jobparate.